# إيلي دوكميان
إيلي دوكميان (Élie Ducommun) هو صحفي سويسري ولد في 19 فبراير 1833 وتوفي في 7 ديسمبر 1906. عمل بين 1862 و1865 كمستشارا لمقاطعة جنيف. أسس في سنة 1867 رابطة السلام والحرية. في سنة 1871 عين مدير المكتب العالمي للسلام التي تعتبر أول منظمة غير حكومية وبقي في ذلك المنصب حتى وفاته سنة 1906. حصل سنة 1902 على جائزة نوبل للسلام مناصفة مع شارل ألبير غوبا.

## روابط خارجية
- إيلي دوكميان على موقع الموسوعة البريطانية (الإنجليزية)
- إيلي دوكميان على موقع إن إن دي بي (الإنجليزية)